# Pachymelus heydenii
Pachymelus heydenii är en biart som beskrevs av Henri Saussure 1890. Pachymelus heydenii ingår i släktet Pachymelus och familjen långtungebin. Inga underarter finns listade i Catalogue of Life.